# Buena, Washington
Buena är en ort i Yakima County i delstaten Washington, USA.